# Vorbasse Kirke
Vorbasse Kirke ligger i den nordvestlige udkant af Vorbasse, ca. 11 km S for Billund (Region Syddanmark).

## Eksterne kilder og henvisninger
- Vorbasse Kirke hos KortTilKirken.dk
- Vorbasse Kirke i bogværket Danmarks Kirker (udg. af Nationalmuseet)

- Wikimedia Commons har flere filer relateret til Vorbasse Kirke